# Áed Sláine
Áed Sláine mac Diarmato (fl. VII secolo) figlio di Diarmait mac Cerbaill fu un re supremo d'Irlanda.
Da lui discendevano i Síl nÁedo Sláine, clan degli Uí Néill del sud (che regnarono su Brega, oggi Meath), che si facevano risalire a Niall Noígiallach e da suo figlio Conall Cremthainne.